# Crimmitschauer Streik
Der Crimmitschauer Streik der Textilarbeiterinnen von Crimmitschau im Königreich Sachsen (auch als Crimmitschauer Textilarbeiterstreik bekannt) dauerte vom August 1903 bis in den Januar 1904. Der Streik beziehungsweise die Aussperrung löste sowohl in der organisierten Arbeiterschaft wie auch unter den Arbeitgebern eine beispiellose breite reichsweite Solidarisierung mit den lokalen Konfliktparteien aus. Obwohl die öffentliche Meinung sich mit den Streikenden deutlich solidarisierte, endete der Konflikt mit einer klaren Niederlage der Arbeiter; er hatte langfristig Auswirkungen auf die Bildung der Arbeitgeberverbände.

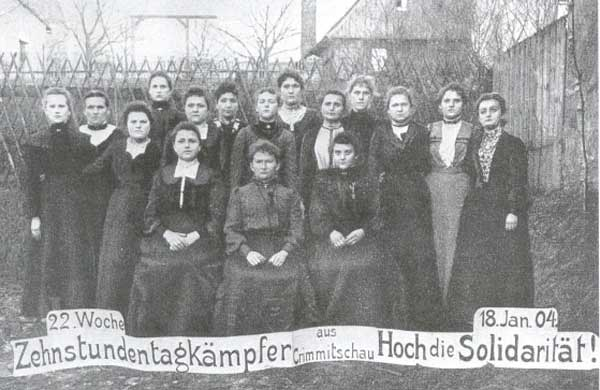
Solidaritätspostkarte mit streikenden Arbeiterinnen

## Hintergrund, Vorgeschichte
Im 19. Jahrhundert wuchs die Bevölkerung aller Industrieländer stark. Fortschritte in Medizin und Hygiene ließen die Kindersterblichkeit und die Gebärendensterblichkeit deutlich sinken (siehe auch Demografie Deutschlands). Dies führte zu einem latenten oder tatsächlichen Überangebot an (jungen) Arbeitskräften; der Arbeitsmarkt war sozusagen ein Käufermarkt. Viele (Fabrik)-Tätigkeiten konnten von angelernten Arbeitskräften ausgeführt werden, die leicht ersetzbar waren.
Die Stadt Crimmitschau war damals ein Zentrum der Textilindustrie. Zahlreiche Tuchfabriken, Spinnereien und andere textilindustrielle Betriebe gaben einem Großteil der Einwohner Arbeit. Die Betriebe in der Stadt waren vergleichsweise klein und kapitalschwach. Der Exportmarkt war weitgehend weggebrochen, und gegen Ende des 19. Jahrhunderts mussten 40 % der Unternehmen geschlossen werden. Die Stadt war eine Hochburg der freien Gewerkschaften und der Sozialdemokratie. Bei der Reichstagswahl 1903 erzielte die SPD mehr als 50 % der Stimmen in der Stadt. Die Beschäftigten der örtlichen Textilindustrie hatten seit 1882 schon vier Mal für höhere Löhne und bessere Arbeitsbedingungen gestreikt.
Die Arbeitszeit in der sächsischen Textilindustrie war um die Wende zum 20. Jahrhundert mit 11 Stunden erheblich länger als in vergleichbaren Betrieben etwa in Berlin, wo bereits der Achtstundentag eingeführt war. Ein Großteil der Beschäftigten im Raum Crimmitschau war weiblich und 40 % aller beschäftigten Frauen waren verheiratet. Vor allem die verheirateten Arbeiterinnen klagten, dass ihnen die lange Arbeitszeit nicht genügend Zeit für ihre Kinder und den Haushalt übrig ließe. Hinzu kam, dass allgemein die Geschwindigkeit der Maschinen erhöht wurde.
Schon 1871 hatten die Crimmitschauer für die Einführung des 14-Stunden-Tages und ein weiteres Mal für die Einführung des 13-Stunden-Tages gekämpft; 1878 weigerten sie sich, von 5 Uhr bis 20 Uhr zu arbeiten, und 1882 streikten sie für die Einführung des 11-Stunden-Tages. Weitere Streiks fanden in den Jahren 1879, 1884 (zweimal), 1885 und 1887 (zweimal) statt.

## Verlauf

Hermann Jäckel

Dies führte dazu, dass die Filiale des (freigewerkschaftlichen) Deutschen Textilarbeiterverbandes in Abstimmung mit der Gewerkschaftszentrale am 25. Juli 1903 gegenüber dem örtlichen Fabrikantenverein eine Verkürzung der Arbeitszeit auf 10 Stunden, Erhöhung der Akkordlöhne um 10 % und die Verlängerung der Mittagspause von 1 Stunde auf 1,5 Stunden einforderte. Die Parole insbesondere der Arbeiterinnen war: „Eine Stunde für uns! Eine Stunde für unsere Familie! Eine Stunde fürs Leben!“ Eine führende Rolle spielte auf Seiten der Arbeiter Hermann Jäckel.
Die Fabrikanten waren bereit, den Forderungen teilweise entgegenzukommen und die Arbeitszeit um eine halbe Stunde zu verkürzen. Dies reichte den Arbeiterinnen nicht. Nach ersten Streikmaßnahmen von 600 Arbeiterinnen kündigten am 20. August die Arbeiterinnen und Arbeiter von fünf Fabriken. Daraufhin sperrten die Fabrikanten am 21. August alle 7500–8000 Beschäftigten der Textilindustrie in der Stadt aus. Insgesamt waren zeitweise 26 Spinnereien, 52 Webereien, 4 Färbereien, 1 Trikotagenfabrik und 2 Hülsenfabriken beteiligt. Nach zehn Wochen Aussperrung erklärten sich die Fabrikanten bereit, die Arbeiterinnen und Arbeiter zu den alten Bedingungen wieder einzustellen. Die meisten Beschäftigten gingen nicht darauf ein und hielten am Streik fest. Die Streikenden boten den Arbeitgebern Verhandlungen an. Die Arbeitgeber lehnten ab.

## Haltung der Behörden

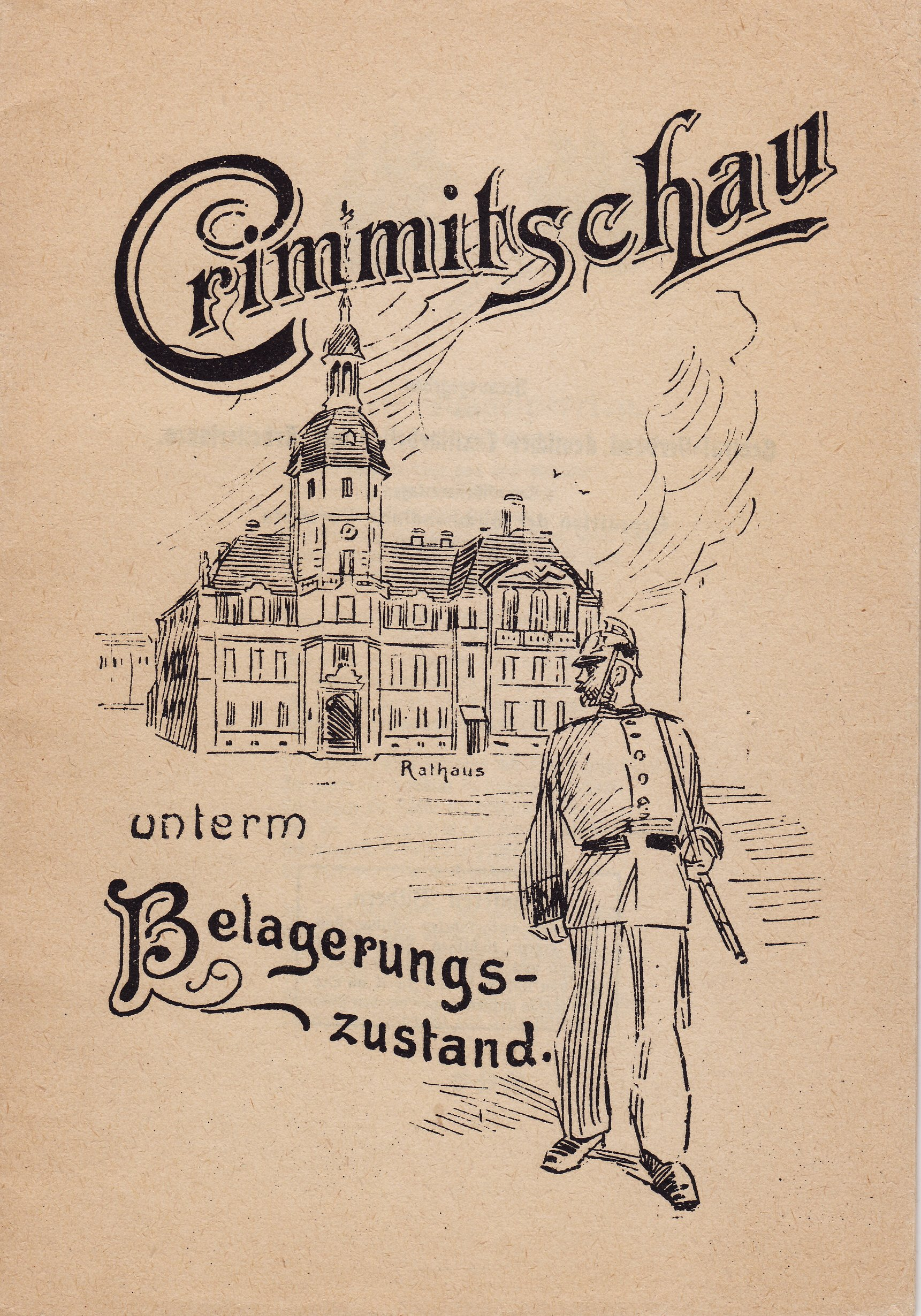
Crimmitschau unterm Belagerungszustand

Durch den langen Streik wurde nicht nur die lokale Wirtschaft von Handwerkern und Geschäftsleuten in Mitleidenschaft gezogen, sondern der Ausfall des sonst produzierten Garns machte sich in der deutschen Textilindustrie negativ bemerkbar. Zu Unruhen oder Ausschreitungen kam es trotz der langen Dauer des Ausstandes nicht. Dennoch standen Behörden und die Polizei auf Seiten der Arbeitgeber. Die Behörden gingen streng gegen auch harmlose Belästigungen von Arbeitswilligen vor. Es gab zahlreiche Anzeigen und Strafverfügungen gegen Streikende. Streikposten wurden verhaftet. Besonderen Unmut erregte die Verhängung des kleinen Belagerungszustandes. Außerdem wurden Anfang Dezember alle Versammlungen verboten. Davon betroffen war auch die für die Familien der Ausgesperrten geplante Weihnachtsfeier.
Über den Ort und die Region Sachsen hinaus rief ein Zeitungsbeitrag des örtlichen Pfarrers Franz Robert Schink (* 1854) Unverständnis hervor, der die Position der Unternehmer und das Verbot der Weihnachtsfeier verteidigte. Die Position des Pfarrers, dem sich auch einige seiner Amtskollegen in der Gegend angeschlossen hatten, schadete dem Ansehen der evangelischen Kirche unter den Arbeitern in Sachsen nachhaltig; 600 Arbeiterinnen und Arbeiter erklärten ihren Kirchenaustritt. Es gab aber auch Stimmen in der Geistlichkeit, die sich gegen eine unternehmerfreundliche Haltung aussprachen.

## Reichsweite Resonanz
Der Streik verlor zunehmend seinen rein lokalen Charakter. Er wuchs sich zu einer grundsätzlichen Auseinandersetzung zwischen den gewerkschaftlich organisierten Arbeitnehmern und den in Arbeitgeberverbänden organisierten Unternehmern aus.
Zahlreiche Arbeiterinnen und Arbeiter traten während des Streiks der Textilarbeitergewerkschaft bei. Allerdings zeigte sich auch, dass der Textilarbeiterverband den Streik unzureichend vorbereitet hatte. Es waren nicht genug Mittel vorhanden, um einen langen Streik durchzustehen. Die Ausgesperrten wurden von den freien Gewerkschaften und der Sozialdemokratie unterstützt. Insgesamt kamen etwa eine Million Mark Spenden für die Streikenden zusammen. Bezeichnenderweise war die öffentliche Stimmung wie in fast allen großen Streiks auf Seiten der Streikenden.
Vor diesem Hintergrund sahen sich auch die Unternehmer nach auswärtiger Unterstützung um. Die lokalen Fabrikanten wurden schließlich vom Centralverband deutscher Industrieller unterstützt. Nachdem dieser längere Zeit die Situation weitgehend nur beobachtet hatte, beschloss er am 16. Dezember 1903 aktiv einzugreifen. Er erließ einen Spendenaufruf zu Gunsten der bestreikten Unternehmen. Dieser stilisierte die Ereignisse in Crimmitschau zu einem grundsätzlichen Kampf zwischen Gewerkschaften und Arbeitgebern. Danach handelte es sich um einen Kampf „der gesamten deutschen Sozialdemokratie gegen die gesamte deutsche Arbeitgeberschaft um die Machtfrage, um die Frage, ob der Arbeitgeber Herr in seiner Werkstätte sein soll oder die sozialdemokratische Organisation“.

## Streikende
Obwohl die Mehrzahl der Streikenden über fünf Monate im Ausstand verblieben, nahm vor allem durch Zuzug von außen die Zahl der Arbeitswilligen zu, so dass die Streikleitung am 18. Januar 1904 beschloss, den Streik zu beenden, und den Arbeiterinnen und Arbeitern empfahl, zu den alten Bedingungen die Arbeit wieder aufzunehmen. Über 500 Streikende fanden keine Beschäftigung mehr und wurden ausgewiesen.

## Folgen
Über die Auseinandersetzung selbst hinaus war der Sieg der Unternehmer auf Dauer folgenreich. Die Unternehmer stellten im Zuge des Streiks fest, dass sie den Arbeitsmarkt nicht mehr allein beherrschten. Ihnen stand eine starke organisierte Arbeiterbewegung gegenüber.
Der Sieg stärkte nachhaltig die Bereitschaft der Arbeitgeber, sich in Verbänden zusammenzuschließen. Der Centralverband der deutschen Industrie leitete noch während des Streiks die Gründung einer Zentralstelle der Arbeitgeberverbände ein. Es wurde ein Arbeitgeberverband der Textilindustrie gegründet, der sich sofort der Hauptstelle anschloss.
Insgesamt verschoben sich nach dem Streik die Kräfteverhältnisse zwischen organisierter Arbeit und Kapital deutlich zu Gunsten der Arbeitgeber. In der Folge des Streiks systematisierten die Arbeitgeber auch ihre Kampfmittel. Diese wurden nun planmäßig eingesetzt. Dazu gehörten schwarze Listen, Arbeitsnachweise, die Förderung wirtschaftsfriedlicher Verbände, Aussperrungen oder die Zahlung von Streikentschädigungen.
Die Unternehmer setzten Gewerkschaften und Sozialdemokraten gleich. Sie verlangten von der Regierung Maßnahmen, um „die Freiheit der Arbeit gegen den Terrorismus der sozialdemokratischen Gewerkschaften zu sichern“. Die Folge war die Gründung des Reichsverbandes gegen die Sozialdemokratie.